# Mathilde de Bavière (1532-1565)
Pour les articles homonymes, voir Mathilde de Bavière.
Mathilde de Bavière (née le 12 juillet 1532 - morte le 2 novembre 1565 à Baden-Baden) est une princesse de Bavière et une margravine de Bade-Bade.
Fille de Guillaume IV le Constant, duc de Bavière et de Marie-Jacobée de Bade-Sponheim, elle était la sœur d’Albert V le Magnifique. Elle fut d’abord fiancée à Philippe Magnus de Brunswick (1527–1553), mais celui-ci mourut prématurément au combat à Sievershausen.
Le 17 janvier 1557, elle épouse à Ratisbonne Philibert de Bade, margrave de Baden-Baden, († 1569).